# Videoálbum
Un videoálbum (también llamado álbum recopilatorio de vídeo) suele ser un conjunto de videoclips o de interpretaciones en vivo con carácter recopilatorio de un mismo artista o varios agrupados en una película de formato de vídeo doméstico, que puede consistir en una o varias unidades de DVD o Blu-ray, o también publicado en plataformas de streaming o en redes sociales.

## Breve historia del nacimiento de la industria del clip

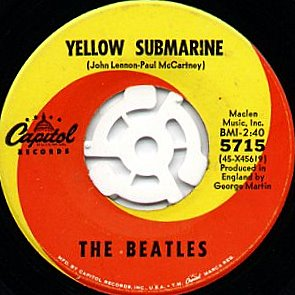
Vinilo de 45rpm de la canción Yellow Submarine de The Beatles, uno de los primeros precedentes del videoclip

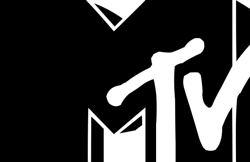
Logo de la cadena MTV, la cadena de mayor difusión de videoclips del mundo

Los videoálbumes se popularizaron a partir de la aparición del videoclip y de la industria que se creó alrededor de este invento que sirvió para promocionar los sencillos de los artistas musicales y así aumentar su número de ventas en las tiendas de discos. Este fenómeno se mezcló con la corriente artística del videoarte, a partir de los años 60, y ambos campos cohesionaron en la aparición del videoclip como género artístico tal y como lo conocemos hoy en día.
Las raíces de la industria las hallamos en los filmes musicales de Elvis Presley como Love Me Tender (1956) dirigida por Robert Webb o Yellow Submarine (1968) dirigida por Richard Lester e interpretada por los The Beatles. Tales filmes ya mostraban cinemáticamente una canción más o menos interpretada, creada para luego poder comercializarse en una sala de cine. Pero hasta ya entrada la década de los años 70 con la invención del registro de imágenes electromagnéticas, es decir, con la aparición del vídeo y la comercialización del videocasete en 1976 por la empresa JVC, no se pudo establecer la industria del videoclip.
Aunque, sin duda, el hecho que más ayudó a afianzar la industria del videoclip y a difundirlos posteriormente fue la creación de la cadena estadounidense MTV en 1981, cuya programación se basó en la emisión continua de ellos.

## Tipología de los videoálbumes
Los videoálbumes, generalmente, son de dos tipos:
- Videoálbum estándar: es un conjunto de videoclips agrupados bajo un título genérico que aúna toda la compilación.
- Álbum en vivo: es un concierto en concreto de un artista lanzado en primera instancia como álbum en formato videográfico. Posteriormente, dicho álbum puede aparecer, en raras ocasiones, en formato discográfico.

## Premios y galardones

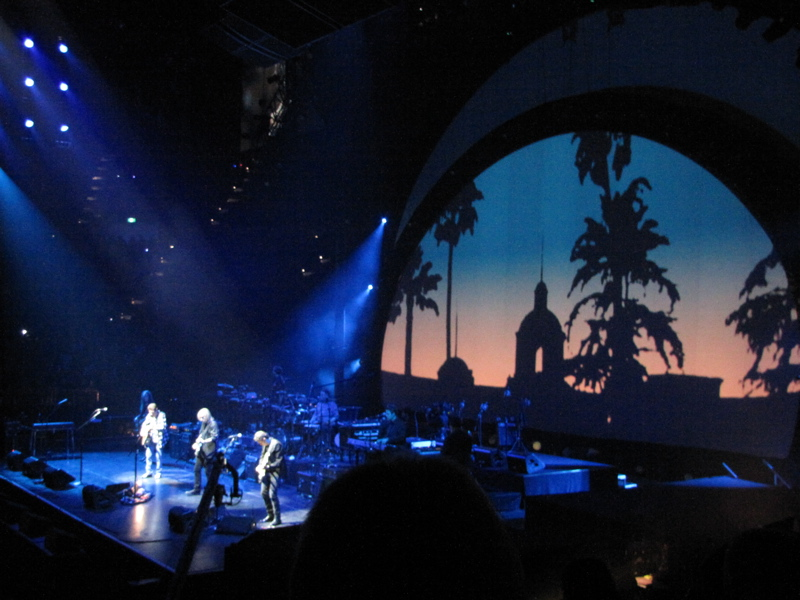
Eagles es el grupo que más copias ha vendido de un videoálbum, concretamente un concierto grabado en Melbourne en 2005

La RIAA (Asociación de Industria Discográfica de Estados Unidos) concede el disco de oro a todos aquellos videoálbumes que lleguen a las 50 000 unidades vendidas mientras que los álbumes o los sencillos solo obtienen el disco de oro aquellos que lleguen a vender 500 000 unidades.
Huelga decir que cada país tiene sus propios mínimos para galardonar a un álbum en vídeo con el disco de oro o con el que proceda.
El videoálbum más vendido de la historia fue Farewell 1 Tour-Live from Melbourne del grupo californiano Eagles que fue certificado con el disco de diamante tras haber vendido 3 millones de unidades.

### Listado de videoálbumes galardonados con disco de platino (RIAA)
Este es un listado parcial de algunos de los artistas que han conseguido obtener el galardón de disco de platino con un videoálbum.
| Videoálbum                          | Artista                                                      | Discográfica               | Año  | Tipo     | Copias vendidas (en millones) | Multiplicador de galardones |
| ----------------------------------- | ------------------------------------------------------------ | -------------------------- | ---- | -------- | ----------------------------- | --------------------------- |
| Farewell 1 Tour-Live from Melbourne | Eagles                                                       | Rhino Home Video           | 2005 | en vivo  | 3                             | x30                         |
| Blue Collar Comedy Tour Rides Again | Jeff Foxworthy, Larry The Cable Guy, Bill Engvall, Ron White | Parallel Entertainment     | 2004 | en vivo  | 2,9                           | x29                         |
| Spark of Insanity                   | Jeff Dunham                                                  | Image Entertainment        | 2007 | en vivo  | 2                             | x20                         |
| Arguing with Myself                 | Jeff Dunham                                                  | Image Entertainment        | 2006 | en vivo  | 2                             | x20                         |
| Live Shit: Binge & Purge            | Metallica                                                    | Warnervision Entertainment | 1993 | en vivo  | 1,5                           | x15                         |
| Led Zeppelin DVD                    | Led Zeppelin                                                 | Warner Strategic Marketing | 2003 | en vivo  | 1,3                           | x13                         |
| Number Ones                         | Michael Jackson                                              | Epic/Legacy                | 2003 | estándar | 1,3                           | x13                         |
| Larry the Cable Guy: Git-R-Done     | Larry the Cable Guy                                          | Image Entertainment        | 2004 | en vivo  | 1,2                           | x12                         |
| Lord of the Dance                   | Michael Flatley                                              | Polygram Music Video       | 1997 | en vivo  | 1,2                           | x12                         |
| Hangin' Tough Live                  | New Kids on the Block                                        | Capitol Home Video         | 1990 | en vivo  | 1,2                           | x12                         |